# Jakoets
Het Jakoets (саха тыла, saqa tьla) is een Turkische taal, die wordt gesproken door de Jakoeten.

## Verspreiding en verwantschap
Het Jakoets is een bestuurstaal van de Russische deelrepubliek Jakoetië in het noorden van Siberië. De taal doet er ook dienst als lingua franca voor andere etnische minderheden. Daarnaast wordt de taal ook gesproken door Jakoeten in de aangrenzende kraj Chabarovsk en in andere delen van de Russische Federatie. Het Jakoets heeft zo'n 450.000 moedertaalsprekers. Binnen de Turkse taalfamilie is het Jakoets nauw verwant aan het Toevaans en het Chakassisch.

## Spraakkunst

### Zinsbouw
De gebruikelijke woordvolgorde is: onderwerp – bijwoord – lijdend voorwerp – werkwoord; bezitter – bezit; zelfstandig naamwoord – bijvoeglijk naamwoord.

### Zelfstandige naamwoorden
Zelfstandige naamwoorden hebben een enkelvoud en meervoud. Het meervoud wordt gevormd met het achtervoegsel /-LAr/, met als verschijningsvormen -лар (-lar), -лэр (-ler), -лөр (-lör), -лор (-lor), -тар (-tar), -тэр (-ter), -төр (-tör), -тор (-tor), -дар (-dar), -дэр (-der), -дөр (-dör), -дор (-dor), -нар (-nar), -нэр (-ner), -нөр (-nör), of -нор (-nor), al naargelang de medeklinkers en klinkers die eraan voorafgaan. Het meervoud wordt alleen gebruikt om een aantal zaken collectief aan te duiden, niet voor hoeveelheden. Zelfstandige naamwoorden hebben geen woordgeslacht.
| eindklank     | meervoud               | voorbeelden                                                                             |
| ------------- | ---------------------- | --------------------------------------------------------------------------------------- |
| klinkers, л   | -лар, -лэр, -лор, -лөр | Кыыллар (beesten), эһэлэр (beren), оҕолор (kinderen), бөрөлөр (wolven)                  |
| к, п, с, т, х | -тар, -тэр, -тор, -төр | Аттар (paarden), күлүктэр (schaduwen), оттор (kruiden), бөлөхтөр (groepen)              |
| й, р          | -дар, -дэр, -дор, -дөр | Баайдар (rijke mensen)*, эдэрдэр (jonge mensen)*, хотойдор (arenden), көтөрдөр (vogels) |
| м, н, ҥ       | -нар, -нэр, -нор, -нөр | Кыымнар (vonken), илимнэр (visnetten), ороннор (bedden), бөдөҥнөр (ze zijn groot)       |

Uitzonderingen: уол (jongen) — уолаттар (jongens) en кыыс (meisje) — кыргыттар (meisjes).

### Voornaamwoorden
Persoonlijke voornaamwoorden maken in het Jakoets een onderscheid tussen de 1e, 2e en 3e persoon en tussen enkelvoud en meervoud.
|            |                | enkelvoud   | meervoud          |
| ---------- | -------------- | ----------- | ----------------- |
| 1e persoon | 1e persoon     | мин (min)   | биһиги (bihigi)   |
| 2e persoon | 2e persoon     | эн (en)     | эһиги (ehigi)     |
| 3e persoon | menselijk      | кини (kini) | кинилэр (kiniler) |
| 3e persoon | niet-menselijk | ол (ol)     | олор (olor)       |

Hoewel zelfstandige naamwoorden geen woordgeslacht hebben, maakt het voornaamwoord een onderscheid tussen mensen en niet-mensen in de 3e persoon door middel van кини (kini, 'hij/zij') om te verwijzen naar mensen en ол (ol, 'het') om te verwijzen naar alle andere zaken.

### Vraagwoorden
Vraagwoorden worden niet verplaatst naar het begin van de zin. Voorbeelden van vraagwoorden zijn:
туох (tuoq) "wat", ким (kim) "wie", хайдах (qajdaq) "hoe", хас (qas) "hoeveel", ханна (qanna) "waar” en ханнык (qannьk) "welke".

## Klankleer
|             |             | bilabiaal | dentaal | alveolaar | palataal | velaar | glottaal |
| ----------- | ----------- | --------- | ------- | --------- | -------- | ------ | -------- |
| nasaal      | nasaal      | m         | n       |           | ɲ        | ŋ      |          |
| plosief     | stemloos    | p         | t       |           | c        | k      |          |
| plosief     | stemhebbend | b         | d       |           | ɟ        | ɡ      |          |
| fricatief   | stemloos    |           |         | s         |          | x      | h        |
| fricatief   | stemhebbend |           |         |           |          | ɣ      |          |
| approximant | —           |           |         |           | j        |        |          |
| approximant | nasaal      |           |         |           | ȷ̃        |        |          |
| approximant | lateraal    |           |         | l         | ʎ        |        |          |
| tremulant   | tremulant   |           |         | ɾ         |          |        |          |

|           |           | voor     | voor   | achter | achter |
| ongerond  | gerond    | ongerond | gerond |        |        |
| --------- | --------- | -------- | ------ | ------ | ------ |
| gesloten  | kort      | i        | y      | ɯ      | u      |
| gesloten  | lang      | iː       | yː     | ɯː     | uː     |
| tweeklank | tweeklank | ie       | yø     | ɯa     | uo     |
| open      | kort      | e        | ø      | a      | o      |
| open      | lang      | eː       | øː     | aː     | oː     |

## Schrift
Sinds de tweede helft van de 19e eeuw wordt het Jakoets geschreven in het cyrillisch alfabet. Tussen 1920 en 1939 gebruikte het Jakoets twee varianten van het Latijns schrift. Het alfabet dat gebruikt werd van 1920 tot 1929 staat bekend als het Novgorodov-alfabet, daarna werd tot 1939 overgeschakeld op het nieuwe Turkse alfabet "Jaꞑalif".
| А а | Б б | В в   | Г г | Ҕ ҕ | Д д | Дь дь | Е е |
| Ё ё | Ж ж | З з   | И и | Й й | К к | Л л   | М м |
| Н н | Ҥ ҥ | Нь нь | О о | Ө ө | П п | Р р   | С с |
| Һ һ | Т т | У у   | Ү ү | Ф ф | Х х | Ц ц   | Ч ч |
| Ш ш | Щ щ | Ъ ъ   | Ы ы | Ь ь | Э э | Ю ю   | Я я |

| A a   | B в | C c | Ç ç | D d | E e   | G g | Ƣ ƣ |
| H h   | I i | J j | K k | L l | Lj lj | M m | N n |
| Nj nj | Ꞑ ꞑ | O o | Ɵ ɵ | P p | Q q   | R r | S s |
| T t   | U u | У y | Ь ь | '   |       |     |     |

## Tekstvoorbeeld
De onderstaande tekst is een uittreksel uit de Universele Verklaring van de Rechten van de Mens in het Jakoets.
| Nederlands | Jakoets | Romanisatie |
| --- | --- | --- |
| Alle mensen worden vrij en gelijk in waardigheid en rechten geboren. Zij zijn begiftigd met verstand en geweten, en behoren zich jegens elkander in een geest van broederschap te gedragen. | Дьон барыта бэйэ суолтатыгар уонна быраабыгар тэҥ буолан төрүүллэр. Кинилэр бары өркөн өйдөөх, суобастаах буолан төрүүллэр, уонна бэйэ бэйэлэригэр тылга кииринигэс быһыылара доҕордоһуу тыыннаах буолуохтаах. | Çon вarьta вeje suoltatьgar uonna вьraaвьgar teꞑ вuolan tɵryyller. Kiniler вarь ɵrkɵn ɵjdɵɵq, suoвastaaq вuolan tɵryyller, uonna вeje вejeleriger tьlga kiiriniges вьhььlara doƣordohuu tььnnaaq вuoluoqtaaq. |

- Gemeinsame Normdatei: 4226341-4
- Nationale Bibliotheek van Letland: 000302809
- Bibliotheek van het Japanse parlement: 00574206
- Nationale Bibliotheek van Tsjechië: ph121280
- Nationale Bibliotheek van Israël: 987007529609505171